# Hanyu da cidian
Le Hànyǔ dà cídiǎn (漢語大詞典, littéralement Grand dictionnaire chinois) est un dictionnaire de mandarin standard de Cishu chubanshe.

## Historique et contenu
Sa rédaction a débuté en 1979, dirigée par Luo Zhufeng, à laquelle ont participé plus de 300 lexicographes. Ses 13 volumes sont publiés de 1986 à 1993 chez Commercial Press. 
Ce dictionnaire compte 375 000 entrées et plus de 2 200 illustrations.
Une édition révisée en 25 volumes, ajoutant 100 000 à 125 000 entrées, sera publiée à partir de 2015 jusqu’en 2020 avec le soutien du Fonds national de la publication.